# Simon Fairweather
Pour les articles homonymes, voir Fairweather.
Simon John Fairweather, né le 9 octobre 1969 à Adélaïde, est un archer australien.

## Palmarès
- Jeux olympiques d'été de Sydney en 2000
  -  Médaille d'or en individuel.

- Championnats du monde 1991 à Cracovie
  -  Médaille d'or en individuel.
  -  Médaille de bronze en équipe.